# Guidobaldo II della Rovere
Guidobaldo II della Rovere (Urbino, 2 aprile 1514 – Pesaro, 28 settembre 1574) è stato un nobile, condottiero e mecenate italiano; duca di Urbino della dinastia della Rovere, successe al padre Francesco Maria I della Rovere.
Mecenate di artisti e letterati, tra i quali Michelangelo Buonarroti, Tiziano Vecellio e Torquato Tasso, fece di Pesaro, divenuta capitale del Ducato nel 1523, e in cui passerà gran parte della sua vita, una delle corti più raffinate e splendide del Rinascimento.

## Biografia

### Giovinezza
Guidobaldo nacque il 2 aprile 1514 a Urbino, da Francesco Maria I della Rovere e da Eleonora Gonzaga. Affidato alle cure educative del pesarese Guido Postumo de' Silvestri, Guidobaldo trascorse l'infanzia a Mantova. Nel 1523 Guidobaldo era alla corte roveresca a proseguirvi una formazione fatta di latino, con l'aggiunta di un po' di greco, di nozioni storiche, di una spruzzatura di etica, nonché di quotidiani esercizi fisici, specie di scherma ed equestri.

### Duca di Urbino (1538-1574) e l'investitura del 1548
Guidobaldo II diventò duca di Urbino all’età di ventiquattro anni, il 20 ottobre 1538: già avviato dal padre all’amministrazione dello Stato, era esperto d’arte militare. Tra i suoi ministri figurano Antonio Stati, conte di Montebello, e Pietro Bonarelli, conte (poi marchese) di Orciano, appartenente alla nobile famiglia dei Bonarelli d'Ancona. Nel 1548 il duca sposò una nipote del papa, Vittoria Farnese, e Paolo III estese l'investitura ducale di Urbino (che fino ad allora aveva compreso soltanto la città col suo contado) a tutto il territorio amministrato dal duca (fino ad allora gestito in forma di vicariato): con ciò fu portata a compimento l'unificazione amministrativa e statuale del territorio.

### Primo e secondo matrimonio
Guidobaldo, all'età di vent'anni, si innamorò di una bellissima figlia di Giordano Orsini di Monterotondo, ma fu osteggiato dal padre; sposò poi Giulia da Varano nel 1534, dei Varano, signori di Camerino. Il 18 febbraio 1547 morì Giulia Varano, a soli ventitré anni, e un anno dopo sposò Vittoria Farnese il 26 gennaio 1548.

### Ducato di Camerino
Nel 1527 la giovane figlia del duca di Camerino (Giovanni Maria da Varano) Giulia da Varano (futura moglie di Guidobaldo), sotto la reggenza della madre Caterina, succedette al padre con il titolo di duchessa di Camerino. Nel 1534 Giulia sposò Guidobaldo II della Rovere (duca di Urbino), il quale, in virtù del suo matrimonio con la stessa Giulia, ottenne il Ducato di Camerino, su cui egli affermava, a maggior ragione, di averne diritti. Tuttavia papa Paolo III, preoccupato per la potenza roveresca (e volendo insediare nel ducato di Camerino suo nipote Ottavio Farnese), per tutta risposta scomunicò Guidobaldo e lo dichiarò decaduto dallo Stato urbinate, costringendo la coppia a rinunciare ai propri diritti, in cambio di 78'000 ducati d'oro. Il 9 novembre 1538 Guidubaldo e Giulia furono scomunicati e, dieci giorno dopo, li privò dello Stato. Il Duca di Urbino preferì a questo punto giungere ad un accordo, evitando la guerra aperta: Camerino fu ceduta alla Santa Sede (la resa avvenne il 3 gennaio 1539, le truppe papali entrarono in città il 17 gennaio), come d'accordo, per 78.000 scudi. La scomunica in seguito fu revocata, e Guidubaldo fu riconosciuto duca di Urbino.

### Carriera militare
Negli anni Guidobaldo presterà i suoi servigi prima a Venezia, poi alla S. Sede, quindi al Re di Spagna.
La repubblica di Venezia, memore dei servizi prestatigli dal padre Francesco Maria, gli offrì nel 1546, incarico mantenuto fino al 28 febbraio 1553, la condotta generale delle armi venete, con il titolo di governatore. Sempre nel 1553, circa, fu nominato da papa Giulio III capitano generale della Chiesa; l’incarico gli fu confermato da Paolo IV (1555-1559), che aggiunse anche l’ufficio di prefetto di Roma (19 giugno 1555). Mentre nel 1558 accettò l’ufficio, conferitogli da re Filippo II di Spagna, di Generale del Regno di Napoli per dodicimila scudi annui (più le paghe per gli uomini a disposizione: il duca avrebbe dovuto tener pronti 20 capitani, 170 soldati ordinari, 200 cavalli leggeri con un capitano). La condotta si presentava assai onorevole e sarebbe durata per tutta la vita del Duca. Tuttavia la corresponsione del soldo sarebbe stata negli anni successivi saltuaria (il regno di Filippo II si caratterizzò per un notevole disordine finanziario) e il duca si trovò presto in credito nei confronti della monarchia spagnola (e, anche per il fatto che egli personalmente anticipava il soldo ai soldati, ben presto il Ducato avrebbe incontrato difficoltà finanziarie).

### Il fiscalismo di Guidobaldo II della Rovere
La splendida corte dei della Rovere, la generosità del Duca, le folli spese del principe in Spagna, le uscite straordinarie (ad esempio quelle per le fortificazioni di Pesaro) e, d’altra parte, il calo delle entrate (per le carestie e le pestilenze che colpivano il Ducato e per il mancato pagamento della somma pattuita da parte del re di Spagna) rendevano la situazione finanziaria precaria e creavano malcontento popolare, diffuso soprattutto nella parte collinare e montana del Ducato: Pesaro era avvantaggiata dal fatto che la corte si era ormai stabilita in città; anche Senigallia, principale porto del Ducato, aveva ottenuto, grazie ai della Rovere, diversi vantaggi. Non così Urbino e le altre città dell’interno: qui, in zone più povere di quelle costiere, le imposte erano o apparivano più pesanti. La situazione era poi peggiorata nel 1571 a causa di una serie di spese straordinarie: per le nozze di Francesco Maria; per la venuta di Lucrezia d’Este (accolta con freddezza ad Urbino); per le milizie inviate a Lepanto. Preoccupante, sempre nel 1571, la situazione delle finanze ducali: le entrate annue ammontavano a 45.690 scudi e le uscite a 54.290 scudi; di 8600 scudi il disavanzo annuo. Di conseguenza, per rimediare alle difficoltà dell’erario, il Duca impose nel settembre 1572 dazi su diversi generi alimentari.

### La rivolta di Urbino
Nel 1573 la pace e la tranquillità del ducato di Guidobaldo II furono turbate da una sedizione scoppiata ad Urbino:  gravati da troppe imposte e gabelle e offesi per il fatto che la corte roveresca fosse ormai stabilmente situata a Pesaro, gli Urbinati inviarono ripetutamente ambascerie al duca, trattate con sufficienza da quest'ultimo. Gli Urbinati quindi si risolsero a chiedere aiuto al papa Gregorio XIII (di cui Guidobaldo II era pur sempre vassallo) o addirittura al granduca di Toscana, Cosimo I de' Medici, per deporre il duca; tutti i tentativi andarono male e nel marzo 1573 sulla città si abbatte l'ira del duca infuriato per la sedizione. La città fu sottoposta ad un regime di "occupazione militare", fu privata di privilegi e furono arrestati e condannati i capi della rivolta.

### Morte
Il Duca moriva il 28 settembre 1574 alle 5.00 di notte circa, a sessant’anni, dopo aver governato per 35 anni. “In punto di morte volle mostrare affetto per i suoi Pesaresi. Fece chiamare al suo letto i magistrati e da loro pietosamente accomiatandosi li ringraziò colle lacrime agli occhi della fedeltà dimostrata sempre a lui e alla sua casa; e per segno imperituro di affetto volle che nello stemma della città s’inquartasse la quercia d’oro con quattro mani che l’abbracciavano e intorno il motto: Munus Guidi Ubaldi de Ruvere Pisauri Domini et Patris”. Lasciò quattro figli: Virginia, natagli dalla prima moglie Giulia Varano; Francesco Maria II, il rapporto con il quale fu sempre difficile, Isabella sposata a Niccolò Berardino Sanseverino, conte di Tricarico, e Lavinia sposata ad Alfonso Felice d'Avalos, marchese del Vasto, dalla seconda moglie Vittoria Farnese.

## Discendenza
Guidobaldo e Giulia da Varano ebbero una figlia:
- Virginia (1544-1571), che sposò Federico Borromeo, duca di Camerino, principe di Oria e conte di Arona;

Guidobaldo e Vittoria Farnese ebbero cinque figli:
- Francesco Maria (20 febbraio 1549–23 aprile 1631), sposò Lucrezia d'Este e successivamente Livia della Rovere;
- Isabella (1º agosto 1552[1]-6 luglio 1619), sposò Niccolò Berardino Sanseverino, principe di Bisignano;
- Lavinia Feltria (16 gennaio 1558–7 giugno 1632), sposò Alfonso Felice d'Avalos, marchese del Vasto;
- Leonora (agosto 1554–agosto 1558)[2]
- Beatrice (6 marzo 1556-agosto 1558)[2]

## Ascendenza
|                                |                    |                         | Genitori                         |  |  | Nonni |  |  | Bisnonni               |  |  | Trisnonni             |  |
|                                |                    |                         |                                  |  |  |       |  |  | Raffaello della Rovere |  |  | Leonardo della Rovere |  |
|                                |                    |                         |                                  |  |  |       |  |  | Raffaello della Rovere |  |  | Leonardo della Rovere |  |
|                                |                    | Luchina Monleoni        |                                  |  |  |       |  |  | Raffaello della Rovere |  |  |                       |  |
| Giovanni della Rovere          |                    |                         |                                  |  |  |       |  |  | Raffaello della Rovere |  |  |                       |  |
|                                |                    | Teodora Manirolo        | Giovanni Manirola                |  |  |       |  |  |                        |  |  |                       |  |
|                                |                    | Teodora Manirolo        | Giovanni Manirola                |  |  |       |  |  |                        |  |  |                       |  |
|                                |                    | Teodora Manirolo        | …                                |  |  |       |  |  |                        |  |  |                       |  |
| Francesco Maria I della Rovere |                    | Teodora Manirolo        |                                  |  |  |       |  |  |                        |  |  |                       |  |
|                                |                    | Federico da Montefeltro | Guidantonio da Montefeltro       |  |  |       |  |  |                        |  |  |                       |  |
|                                |                    | Federico da Montefeltro | Guidantonio da Montefeltro       |  |  |       |  |  |                        |  |  |                       |  |
|                                |                    | Federico da Montefeltro | Elisabetta degli Accomanducci    |  |  |       |  |  |                        |  |  |                       |  |
| Giovanna da Montefeltro        |                    | Federico da Montefeltro |                                  |  |  |       |  |  |                        |  |  |                       |  |
|                                |                    | Battista Sforza         | Alessandro Sforza                |  |  |       |  |  |                        |  |  |                       |  |
|                                |                    | Battista Sforza         | Alessandro Sforza                |  |  |       |  |  |                        |  |  |                       |  |
|                                |                    | Battista Sforza         | Costanza da Varano               |  |  |       |  |  |                        |  |  |                       |  |
| Guidobaldo II della Rovere     |                    | Battista Sforza         |                                  |  |  |       |  |  |                        |  |  |                       |  |
|                                | Federico I Gonzaga | Ludovico III Gonzaga    |                                  |  |  |       |  |  |                        |  |  |                       |  |
|                                | Federico I Gonzaga | Ludovico III Gonzaga    |                                  |  |  |       |  |  |                        |  |  |                       |  |
|                                | Federico I Gonzaga | Barbara di Brandeburgo  |                                  |  |  |       |  |  |                        |  |  |                       |  |
| Francesco II Gonzaga           | Federico I Gonzaga |                         |                                  |  |  |       |  |  |                        |  |  |                       |  |
|                                |                    | Margherita di Baviera   | Alberto III di Baviera           |  |  |       |  |  |                        |  |  |                       |  |
|                                |                    | Margherita di Baviera   | Alberto III di Baviera           |  |  |       |  |  |                        |  |  |                       |  |
|                                |                    | Margherita di Baviera   | Anna di Braunschweig-Grubenhagen |  |  |       |  |  |                        |  |  |                       |  |
| Eleonora Gonzaga della Rovere  |                    | Margherita di Baviera   |                                  |  |  |       |  |  |                        |  |  |                       |  |
|                                |                    | Ercole I d'Este         | Niccolò III d'Este               |  |  |       |  |  |                        |  |  |                       |  |
|                                |                    | Ercole I d'Este         | Niccolò III d'Este               |  |  |       |  |  |                        |  |  |                       |  |
|                                |                    | Ercole I d'Este         | Ricciarda di Saluzzo             |  |  |       |  |  |                        |  |  |                       |  |
| Isabella d'Este                |                    | Ercole I d'Este         |                                  |  |  |       |  |  |                        |  |  |                       |  |
|                                |                    | Eleonora d'Aragona      | Ferdinando I di Napoli           |  |  |       |  |  |                        |  |  |                       |  |
|                                |                    | Eleonora d'Aragona      | Ferdinando I di Napoli           |  |  |       |  |  |                        |  |  |                       |  |
|                                |                    | Eleonora d'Aragona      | Isabella di Chiaromonte          |  |  |       |  |  |                        |  |  |                       |  |
|                                |                    | Eleonora d'Aragona      |                                  |  |  |       |  |  |                        |  |  |                       |  |

## Letteratura
Il poeta Girolamo Candelfino dedicò a Guidobaldo II della Rovere una lettera: Li fatti che sonno stati in Lombardia con li Francesi e Spagnioli con la battaglia di Grelasco [Garlasco, marzo 1524], preso per l'ill.mo et ecc.mo sig.r duca [della Rovere] Francesco Maria [I], duca di Urbino, in prefazione al suo Poemetto in ottave (Perugia, Niccolò Zoppino e Vincenzo di Paolo, 1524).